# East Coast rap
El East Coast rap o east coast hip hop es un subgénero regional del rap que se originó en la ciudad de Nueva York (Estados Unidos) durante los años 1970. El East Coast rap ha sido definido como la forma primera y original del rap. El estilo surgió como género definitivo una vez que fueron apareciendo artistas de rap en otras regiones de Estados Unidos.
El término East Coast hace referencia a la Costa Este de los Estados Unidos.

## Estilo musical
En contraste con la sencillez de los patrones rítmicos y estructuras del old school rap, el East Coast rap se caracteriza por su énfasis en la destreza lírica. También se ha llamado la atención sobre la presencia en este subgénero de rimas multi silábicas, historias complejas, un flow continuo y fluido y metáforas intrincadas. Aunque el East Coast rap no posee un sonido uniforme o un estilo estandarizado, tiende a gravitar en torno a beats agresivos y collages de samples. Los beats duros y agresivos fueron practicados especialmente por grupos como EPMD y Public Enemy, mientras que artistas como Eric B. & Rakim, Boogie Down Productions, Big Daddy Kane y Slick Rick y The Notorious B.I.G.son significativos por su habilidad lírica. La temática lírica durante la historia del East Coast rap han comprendido desde los "temas conscientes" de artistas como Public Enemy y A Tribe Called Quest hasta el mafioso rap de raperos como Raekwon y Kool G Rap.

## Historia

### Surgimiento del rap en la Costa Este (años 1970–años 1980)
El East Coast rap en ocasiones es conocido como "New York rap" por su origen y desarrollo en las block parties organizadas en la ciudad de Nueva York durante los años 1970. De acuerdo a Allmusic, "en el amanercer de la era del hip hop, todo el rap era East Coast rap". Entre los primeros artistas del género se encuentran DJ Kool Herc, Grandmaster Flash, Afrika Bambaataa, Sugarhill Gang, Kurtis Blow, Jam Master Jay y Run-D.M.C., pioneros del East Coast rap durante el primer desarrollo del rap. A medida que el hip hop se fue desarrollando, la temática lírica evolucionó gracias al trabajo de músicos de la Costa Este como Native Tongues, un colectivo de artistas de rap asociados con temáticas generalmente positivas, de corte afrocéntrico, y cohesionado gracias a la figura de Afrika Bambaataa. Grupos de Nueva York como De La Soul, A Tribe Called Quest y Jungle Brothers también ganaron reconocimiento por su eclecticismo musical.

### Renacimiento de la Costa Este (primeros a mediados de los 1990)
Aunque el East Coast rap fue dominante hasta finales de los años 1980, el disco Straight Outta Compton del grupo N.W.A "inauguró" el sonido más duro del West Coast rap de la Costa Oeste, que trataba temáticas más callejeras y descarnadas. En 1992, el disco The Chronic de g-funk de Dr. Dre llevaría el West Coast rap hasta el mainstream. Junto a su capacidad para servir de música de fiesta, el rap de la Costa Oeste se convirtió en la fuerza dominante durante los primeros años 1990. Aunque el g-funk fue la variedad de rap más popular en esa época, la escena East Coast rap se mantuvo como una parte importante de la industria musical. Multitud de raperos de Nueva York de la escena underground publicaron en estos primeros 1990 discos muy aplaudidos. Esta época marca el cénit de la conocida como edad de oro del hip hop.[cita requerida]
El disco Illmatic, debut de Nas, ha sido considerado como uno de los puntos álgidos de la escena East Coast rap, e incluía producciones de productores de Nueva York tan reconocidos como Large Professor, Pete Rock y DJ Premier.